# Beglerbeg
Beglerbeg (turško: beylerbeyi, beg begov, gospod gospodov ali komandant komandantov) je bil najvišji naslov v hierarhiji provincijalnih uradnikov Otomanskega cesarstva, nekakšen »generalni guverner«, po položaju takoj za velikim vezirjem. Imel je večja pooblastila kot običajni guvernerji (valiji) in je bil po položaju primerljiv s pašo z dvema ali tremi repi v otomanski armadi.
Beglerbeg je bil prvotno najvišji čin v otomanski vojski, vrhovni komandant sultanove armade. Kasneje so do upravnih reform v 19. stoletju naslov nosili vojaški in civilni generalni guvernerji provinc, se pravi ejaletov in vilajetov Otomanskega cesarstva. Ozemlje pod beglerbegovo oblastjo se je imenovalo beglerbegluk.
Otomansko cesarstvo je bilo na začetku  razdeljeno na dva beglerbegluka. V času  vladanja sultana Murata I. (1362-1389) so Turki po prodoru v Evropo na Balkanskem polotoku ustanovili beglerbegluk  Rumelija, med vladanjem sultana Bajazida I. (1389-1402) pa še  beglerbegluk Anatolija. S širjenjem države je število beglerbeglukov stalno naraščalo: leta 1600 jih je bilo 22, konec 17. stoletja pa že več kot 40.
Beglerbege je imenovala in odstavljala centralna oblast. Imel je namestnika, ki se je imenoval čehaja,  in nekaj pomočnikov: vrhovnega sodnika (munla), kanclerja (reis-efendi) in šefa financ (defterdar). Poveljeval je vojski iz svoje province, predvsem spahijam, in v mirnem in vojnem času vzdrževal kontingent vojakov.  Poleg tega je na svojem ozemlju lahko imenoval in razreševal uradnike in z dekretom (berat)  podeljeval in odvzemal manjša fevdalna posestva (timar).
Po reformah sultana Mahmuda II. so beglerbegluke preimenovali v vilajete, beglerbege pa v valije. Naslov beglerbeg je izginil leta 1922, ko je bila proglašena turška republika.

## Druga raba naslova
Beylerbey se imenuje tudi predmestje Istambula ob obali Bosporja, kjer stoji znana palača Beylerbeyi. Predmestje je znano po dobrih restavracijah z morsko hrano, hotelih in slaščičarnah s tradicionalnimi turškimi slaščicami.

## Vir
- Opća enciklopedija JLZ, I, 465, Zagreb 1977